# Copa Polla LAN Chile 1986
La Copa Chile-Polla LAN Chile 1986 fue la 16.ª versión del clásico torneo de copa entre clubes de Chile, dirigido por la Asociación Central de Fútbol, se disputó como un campeonato de apertura al torneo nacional con la participaron todos los clubes de la Primera División chilena de ese año, simultáneamente se desarrolló el mismo tipo de torneo para la Segunda División (actual Primera B).
Los 20 equipos en la primera fase jugaron en un formato consistente en dos grupos, Grupo Zona Norte y Grupo Zona Sur, conformados con diez equipos cada uno, siendo el sistema de puntuación el normalmente establecido.
Al término de dos ruedas de competencia, los equipos posicionados en el primer lugar de cada grupo, juegan la final en partidos de ida y vuelta, en caso de igualdad se juega un tercer partido en campo neutral, a su término si el resultado es empate se juegan dos tiempos complementarios de 15 minutos cada uno y si permanece el resultado se define con la ronda de lanzamientos penales. Por otra parte el equipo que ocupase el último lugar en cada uno de los grupos, descendía a Segunda Divisíón, modalidad única en la historia de la Copa Chile y excepcional al sistema propio de descensos de los campeonatos oficiales.
El torneo finalizó el 15 de julio de 1986, coronándose campeón Cobreloa, que ganó a Fernández Vial en un tercer partido definitorio que se jugó en campo neutral el cual incluyó tiempo suplementario.

## Primera fase
Pos = Posición; PJ = Partidos jugados; PG = Partidos ganados; PE = Partidos empatados; PP = Partidos perdidos; GF = Goles a favor; GC = Goles en contra; Dif = Diferencia de gol; Pts = Puntos

### Grupo Norte
| Pos | Equipo               | PJ | PG | PE | PP | GF | GC | Dif | Pts |
| --- | -------------------- | -- | -- | -- | -- | -- | -- | --- | --- |
| 1   | Cobreloa             | 18 | 12 | 3  | 3  | 37 | 17 | 20  | 27  |
| 2   | Universidad de Chile | 18 | 12 | 2  | 4  | 32 | 20 | 12  | 26  |
| 3   | Cobresal             | 18 | 8  | 4  | 6  | 30 | 25 | 5   | 20  |
| 4   | Rangers              | 18 | 7  | 6  | 5  | 27 | 22 | 5   | 20  |
| 5   | Deportes Iquique     | 18 | 8  | 4  | 6  | 34 | 31 | 3   | 20  |
| 6   | Audax Italiano       | 18 | 5  | 5  | 8  | 25 | 32 | -7  | 15  |
| 7   | Universidad Católica | 18 | 5  | 4  | 9  | 24 | 27 | -3  | 14  |
| 8   | Magallanes           | 18 | 5  | 4  | 9  | 20 | 25 | -5  | 14  |
| 9   | San Luis             | 18 | 4  | 6  | 8  | 18 | 31 | -13 | 14  |
| 10  | Unión La Calera      | 18 | 3  | 4  | 11 | 22 | 39 | -17 | 10  |

### Grupo Sur
| Pos | Equipo              | PJ | PG | PE | PP | GF | GC | Dif | Pts |
| --- | ------------------- | -- | -- | -- | -- | -- | -- | --- | --- |
| 1   | Fernández Vial      | 18 | 7  | 8  | 3  | 18 | 9  | 9   | 22  |
| 2   | Colo-Colo           | 18 | 5  | 10 | 3  | 27 | 19 | 8   | 20  |
| 3   | Huachipato          | 18 | 7  | 5  | 6  | 26 | 20 | 6   | 19  |
| 4   | Unión San Felipe    | 18 | 6  | 7  | 5  | 22 | 27 | -5  | 19  |
| 5   | Unión Española      | 18 | 4  | 9  | 5  | 25 | 26 | -1  | 17  |
| 6   | Everton             | 18 | 7  | 3  | 8  | 20 | 21 | -1  | 17  |
| 7   | Palestino           | 18 | 4  | 9  | 5  | 29 | 31 | -2  | 17  |
| 8   | Naval               | 18 | 6  | 5  | 7  | 20 | 24 | -4  | 17  |
| 9   | Deportes Concepción | 18 | 4  | 8  | 6  | 17 | 18 | -1  | 16  |
| 10  | Cobreandino         | 18 | 5  | 6  | 7  | 12 | 21 | -9  | 16  |

|  | Clasificados a la Final.                  |
|  | Descienden a Segunda División (Primera B) |

## Final
| 8 de junio de 1986, 15:30 horas. | Fernández Vial | 0:1 | Cobreloa          | Estadio Regional, Concepción                              |                                                           |
|                                  |                |     | Óscar Arriaza 48' | Asistencia: 13.225 espectadores Árbitro(s): Gastón Castro | Asistencia: 13.225 espectadores Árbitro(s): Gastón Castro |

| 14 de junio de 1986. 16:00 horas. | Cobreloa | 0:2 | Fernández Vial                       | Estadio Municipal, Calama                                      |                                                                |
|                                   |          |     | Richard Zambrano 15' · José Sáez 23' | Asistencia: 4.669 espectadores Árbitro(s): Enrique Marín Gallo | Asistencia: 4.669 espectadores Árbitro(s): Enrique Marín Gallo |

| Definición en cancha neutral 15 de junio de 1986. 16:00 horas.; | Cobreloa                                    | 3:0     | Fernández Vial | Estadio Regional, Antofagasta                            |                                                          |
|                                                                 | Jorge García 99' · Luis González 114', 117' | Reporte |                | Asistencia: 10.851 espectadores Árbitro(s): Víctor Ojeda | Asistencia: 10.851 espectadores Árbitro(s): Víctor Ojeda |

Alineaciones tercer partido
|       | POR   | Mario Osbén        |    |
|       | DEF   | Hugo Tabilo        |    |
|       | DEF   | Carlos Rojas       |    |
|       | DEF   | Armando Alarcón    |    |
|       | DEF   | Enzo Escobar       |    |
|       | MED   | Aldo Vega          | x' |
|       | MED   | Víctor Merello     |    |
|       | MED   | Héctor Puebla      |    |
|       | DEL   | Luis González      |    |
|       | DEL   | Óscar Arriaza      |    |
|       | DEL   | Juan Covarrubias   | y' |
| D. T. | D. T. | Jorge Luis Siviero |    |

|       | POR   | Antonio Muñoz          |    |
|       | DEF   | Juan Carlos Villarroel |    |
|       | DEF   | Jorge Carrasco         |    |
|       | DEF   | Leonel Pedreros        |    |
|       | DEF   | Hernán Sáez            |    |
|       | MED   | Alberto Cisternas      |    |
|       | MED   | Juan Rojas             |    |
|       | MED   | Richard Zambrano       | z' |
|       | DEL   | Rodrigo Santander      |    |
|       | DEL   | Ricardo Ormeño         |    |
|       | DEL   | Héctor Rivera          | w' |
| D. T. | D. T. | Nelson Acosta          |    |

|  | MED | Jorge García | x' |
|  | DEF | Omar Gómez   | y' |

|  | DEF | Salinas          | z' |
|  | DEL | Abraham González | w' |

| 99' · 114' · 117' | Jorge García Luis González |  |

| Principal | Víctor Ojeda |

|       | POR   | Mario Osbén        |    |
|       | DEF   | Hugo Tabilo        |    |
|       | DEF   | Carlos Rojas       |    |
|       | DEF   | Armando Alarcón    |    |
|       | DEF   | Enzo Escobar       |    |
|       | MED   | Aldo Vega          | x' |
|       | MED   | Víctor Merello     |    |
|       | MED   | Héctor Puebla      |    |
|       | DEL   | Luis González      |    |
|       | DEL   | Óscar Arriaza      |    |
|       | DEL   | Juan Covarrubias   | y' |
| D. T. | D. T. | Jorge Luis Siviero |    |

|       | POR   | Antonio Muñoz          |    |
|       | DEF   | Juan Carlos Villarroel |    |
|       | DEF   | Jorge Carrasco         |    |
|       | DEF   | Leonel Pedreros        |    |
|       | DEF   | Hernán Sáez            |    |
|       | MED   | Alberto Cisternas      |    |
|       | MED   | Juan Rojas             |    |
|       | MED   | Richard Zambrano       | z' |
|       | DEL   | Rodrigo Santander      |    |
|       | DEL   | Ricardo Ormeño         |    |
|       | DEL   | Héctor Rivera          | w' |
| D. T. | D. T. | Nelson Acosta          |    |

|  | MED | Jorge García | x' |
|  | DEF | Omar Gómez   | y' |

|  | DEF | Salinas          | z' |
|  | DEL | Abraham González | w' |

| 99' · 114' · 117' | Jorge García Luis González |  |

| Principal | Víctor Ojeda |

|       | POR   | Mario Osbén        |    |
|       | DEF   | Hugo Tabilo        |    |
|       | DEF   | Carlos Rojas       |    |
|       | DEF   | Armando Alarcón    |    |
|       | DEF   | Enzo Escobar       |    |
|       | MED   | Aldo Vega          | x' |
|       | MED   | Víctor Merello     |    |
|       | MED   | Héctor Puebla      |    |
|       | DEL   | Luis González      |    |
|       | DEL   | Óscar Arriaza      |    |
|       | DEL   | Juan Covarrubias   | y' |
| D. T. | D. T. | Jorge Luis Siviero |    |

|       | POR   | Antonio Muñoz          |    |
|       | DEF   | Juan Carlos Villarroel |    |
|       | DEF   | Jorge Carrasco         |    |
|       | DEF   | Leonel Pedreros        |    |
|       | DEF   | Hernán Sáez            |    |
|       | MED   | Alberto Cisternas      |    |
|       | MED   | Juan Rojas             |    |
|       | MED   | Richard Zambrano       | z' |
|       | DEL   | Rodrigo Santander      |    |
|       | DEL   | Ricardo Ormeño         |    |
|       | DEL   | Héctor Rivera          | w' |
| D. T. | D. T. | Nelson Acosta          |    |

|  | MED | Jorge García | x' |
|  | DEF | Omar Gómez   | y' |

|  | DEF | Salinas          | z' |
|  | DEL | Abraham González | w' |

| 99' · 114' · 117' | Jorge García Luis González |  |

| Principal | Víctor Ojeda |

|       | POR   | Mario Osbén        |    |
|       | DEF   | Hugo Tabilo        |    |
|       | DEF   | Carlos Rojas       |    |
|       | DEF   | Armando Alarcón    |    |
|       | DEF   | Enzo Escobar       |    |
|       | MED   | Aldo Vega          | x' |
|       | MED   | Víctor Merello     |    |
|       | MED   | Héctor Puebla      |    |
|       | DEL   | Luis González      |    |
|       | DEL   | Óscar Arriaza      |    |
|       | DEL   | Juan Covarrubias   | y' |
| D. T. | D. T. | Jorge Luis Siviero |    |

|       | POR   | Antonio Muñoz          |    |
|       | DEF   | Juan Carlos Villarroel |    |
|       | DEF   | Jorge Carrasco         |    |
|       | DEF   | Leonel Pedreros        |    |
|       | DEF   | Hernán Sáez            |    |
|       | MED   | Alberto Cisternas      |    |
|       | MED   | Juan Rojas             |    |
|       | MED   | Richard Zambrano       | z' |
|       | DEL   | Rodrigo Santander      |    |
|       | DEL   | Ricardo Ormeño         |    |
|       | DEL   | Héctor Rivera          | w' |
| D. T. | D. T. | Nelson Acosta          |    |

|  | MED | Jorge García | x' |
|  | DEF | Omar Gómez   | y' |

|  | DEF | Salinas          | z' |
|  | DEL | Abraham González | w' |

| 99' · 114' · 117' | Jorge García Luis González |  |

| Principal | Víctor Ojeda |

## Campeón
|                       |
| Cobreloa 1.er. título |